# Rostrhamus
Rostrhamus is een monotypisch geslacht uit de familie van de havikachtigen (Accipitridae). De wetenschappelijke naam van het geslacht is voor het eerst geldig gepubliceerd in 1830 door René-Primevère Lesson. De volgende soort is bij het geslacht ingedeeld:
- Rostrhamus sociabilis – Slakkenwouw